# Apollophanes macropalpus
Apollophanes macropalpus is een spinnensoort in de taxonomische indeling van de renspinnen (Philodromidae).
Het dier behoort tot het geslacht Apollophanes. De wetenschappelijke naam van de soort werd voor het eerst geldig gepubliceerd in 1979 door Kap Yong Paik.